# Jean-Nicolas-Sébastien Allamand
Jean Nicolas Sébastien Allamand (18 de septiembre de 1713–2 de marzo de 1787) fue un profesor, botánico, físico, matemático, y editor suizo-neerlandés.

## Biografía
Era hijo del rector de la escuela media en Lausana. Su hermano menor Francois Louis Allamand (1709–1784) fue teólogo y profesor de griego y Ética en Lausana. Después de estudiar teología en la Universidad de Lausana, fue grabado allí en 1736 como candidato del ministerio de la predicación. Después de recorrer los Países Bajos, donde se ganó la vida como tutor privado en algunas familias. Y luego estudió en 1740 en la Universidad de Leiden con, entre otros, Willem 's Gravesande, inspirándolo hacia las ciencias naturales. Gravenzande fallece en 1742. Allamand amplió su conocimiento de la física, y con el apoyo de Gravesande, se convirtió en profesor de filosofía en la Universidad de Franeker el 3 de marzo de 1747. Dos años más tarde, fue llamado de nuevo y se convirtió en profesor de matemática y filosofía en la Universidad de Leiden. Aceptó esa posición el 30 de mayo con una lectura de De vero philosopho (El verdadero filósofo), que fue diseñado sobre todo para alabar a su mentor.
Como practicante de la historia natural, Allamand fue importante en la creación y expansión de un Gabinete de Historia Natural de la Universidad. También recogió con propios fondos de un Gabinete de Rarezas Naturales, durante su vida abierta a los estudiantes en un salón detrás del edificio de la Academia. Y lo donó a la Universidad tras su muerte en 1787. También fue un benefactor del Gabinete de Antigüedades. No tuvo hijos con su esposa, Margaretha Crommelin.
Entre sus trabajos, destaca el llevado a cabo sobre la electricidad, siendo el primero en explicar el fenómeno de la botella de Leiden (principio de funcionamiento de los condensadores), descubierto anteriormente por Ewald von Kleist y Pieter van Musschenbroek.

## Honores
- 1747: miembro de Royal Society.[3]

## Algunas publicaciones
Enriqueció las descripciones de aves en la edición holandesa de Buffon Histoire naturelle con muchas adiciones y descripciones. Además, Allamand editó los escritos de Gravensande, Oeuvres philosophiques et mathématiques (2 v. con 28 ilustraciones, Ámsterdam 1774), y el Geschiedkundig Woordenboek de Prosper Marchand.
- Exercitatio theologica in oraculum Jacobi de Schilo sive Messia, Geneseos cap. XLIX, v. 10. Ed. ex Officina typogr. illustr. Reip. Bernensis, 70 p. 1736

- Memoire contenant diverses experiences d’ electricite. Leiden 1748

- Oratio de vero philosopho. 29 p. Leiden 1749

- Pensées anti-philosophique. Ed. Chez Pillot. 88 p. 1751

- Album amicorum. 1752

- Specimen botanicum de Geraniis. 52 p. 1759

- Essai sur les Cometes, con Andrew Oliver. 1777

### Como editor
- Elemens de Chymie par Herman Boerhaave. Ámsterdam 1752, v. 1

- Oeuvres philosophiques et mathématiques de M.G.J.'s Gravesande. Ámsterdam 1774

- La abreviatura «J.Allam.» se emplea para indicar a Jean-Nicolas-Sébastien Allamand como autoridad en la descripción y clasificación científica de los vegetales.[4]